# Ledringhem churchyard
Ledringhem churchyard est le nom d'un cimetière militaire du Commonwealth, situé à Ledringhem dans le département du Nord, en France.

## Historique
C'est un cimetière militaire du Commonwealth avec  une croix du Sacrifice, qui se trouve dans l'enceinte du cimetière communal.
Il compte 52 tombes de soldats tombés lors des affrontements liés à la bataille de Dunkerque (nom de code « opération Dynamo ») c'est-à-dire l'évacuation de Dunkerque de l'armée britannique et des forces canadiennes effectuée du 21 mai au 4 juin 1940 avec l'appui de l'armée française contre l'armée allemande.
Il est à noter que dix de ces tombes contiennent les dépouilles de soldats inconnus. En outre, un soldat a été enterré dans le voisinage du cimetière mais sans savoir la localisation précise de la sépulture. Une plaque a été apposée dans le cimetière pour rappeler ce fait.
Note : Le monument aux morts du village se situe à proximité du cimetière du Commonwealth.

C'est un monument surmonté d'une croix latine, situé près du cimetière militaire britannique. Les plaques de marbre à sa base portent les noms de 15 soldats tombés lors du conflit de 1914-18, ainsi que ceux de 9 victimes civiles décédées lors des affrontements de mai 1940. Le nom d'Henri Wallaert apparaît comme seul soldat tombé durant le conflit de 1939-45. Une rue du village lui a été dédiée.